# Заречный (Вологодская область)
Заречный — посёлок в Вашкинском районе Вологодской области.
Входит в состав Липиноборского сельского поселения, с точки зрения административно-территориального деления — в Липино-Борский сельсовет.
Расстояние до районного центра Липина Бора по автодороге — 2 км. Ближайшие населённые пункты — Липин Бор, Васильевская, Конечная, Лукьяново.
По переписи 2002 года население — 478 человек (235 мужчин, 243 женщины). Всё население — русские.